# Eugeniusz Garbacik
Eugeniusz Garbacik (ur. 6 maja 1913, zm. 17 maja 2011) – polski prawnik i ekonomista, profesor zwyczajny, wykładowca Uniwersytetu Jagiellońskiego i Akademii Ekonomicznej w Krakowie, wieloletni dyrektor Instytutu Ekonomiki Obrotu Towarowego.

## Życiorys
Syn Michała. W 1931 zdał egzamin dojrzałości w Państwowym Gimnazjum w Jaśle. W okresie poprzedzającym II wojnę światową był wykładowcą Wydziału Rolnego, w latach 1945–1952 Studium Spółdzielczego Uniwersytetu Jagiellońskiego. Od lat 50. związany z Wyższą Szkołą Ekonomiczną, pełnił funkcje prodziekana i dziekana Wydziału Handlu oraz prorektora Wyższej Szkoły Ekonomicznej (1955–1959). Był kierownikiem Katedry Organizacji i Techniki Handlu (później Ekonomiki Obrotu Towarowego, 1951–1969) oraz dyrektorem Instytutu Ekonomiki Obrotu Towarowego i kierownikiem Zakładu Teorii Obrotu Towarowego Akademii Ekonomicznej (1969–1983).
Zmarł 17 maja 2011, pochowany 25 maja 2011 na cmentarzu komunalnym Bronowice-Pasternik w Krakowie (kwatera XXIII-10-18).

## Ordery i odznaczenia
- Krzyż Oficerski Orderu Odrodzenia Polski
- Krzyż Kawalerski Orderu Odrodzenia Polski (1969)
- Złoty Krzyż Zasługi (13 lipca 1955)[1]
- Medal 10-lecia Polski Ludowej (15 stycznia 1955)[6]
- Medal Komisji Edukacji Narodowej (1974)
- nagroda I stopnia Naczelnej Rady Spółdzielczej za książkę "Spółdzielczość spożywców w Polsce Ludowej" (1975)[7]